# Italia en la Eurocopa 2012
La selección de Italia fue uno de los dieciséis equipos participantes de la Eurocopa 2012, torneo de fútbol que se llevó a cabo entre el 8 de junio y el 1 de julio, en Polonia y Ucrania, del cual resultó subcampeón tras perder en la final frente a su par de España.
La squadra azzurra volvió a disputar el partido por el título después de doce años, año en que perdió la final a manos de Francia y a cuarenta y cuatro años de su única coronación en esta competencia, cuando, como anfitrión, derrotó a Yugoslavia y se alzó con el trofeo.
En el sorteo realizado el 2 de diciembre de 2011 en Kiev, la selección de Italia quedó emparejada en el Grupo C junto a España, Irlanda y Croacia.

## Clasificación
La selección italiana obtuvo su pase a la fase final del torneo al terminar en el primer lugar en el grupo C de la fase clasificatoria que estaba compuesto además por las selecciones de Estonia, Serbia, Irlanda del Norte, Islas Feroe y Eslovenia. Fue la primera selección del grupo en clasificarse y la segunda en el torneo luego de Alemania, lo hizo el día 6 de septiembre de 2011, a falta de dos fechas del final, cuando derrotó por 1:0 a la selección eslovena en Bari. El equipo ocupó la primera posición desde la primera fecha, aunque en ese momento la compartió con las selecciones serbia y estonia, pero a partir la segunda fecha y hasta el final de los play-offs fue el único líder del grupo.
El equipo italiano estuvo dirigido a lo largo del campeonato por Cesare Prandelli, quien se desempeñó en el cargo durante todo el transcurso de las fases previa y final de la Eurocopa.

### Tabla de posiciones
| Equipo            | Pts | PJ | PG | PE | PP | GF | GC | Dif |
| ----------------- | --- | -- | -- | -- | -- | -- | -- | --- |
| Italia            | 26  | 10 | 8  | 2  | 0  | 20 | 2  | 18  |
| Estonia           | 16  | 10 | 5  | 1  | 4  | 15 | 14 | 1   |
| Serbia            | 15  | 10 | 4  | 3  | 3  | 13 | 12 | 1   |
| Eslovenia         | 14  | 10 | 4  | 2  | 4  | 11 | 7  | 4   |
| Irlanda del Norte | 9   | 10 | 2  | 3  | 5  | 9  | 13 | -4  |
| Islas Feroe       | 4   | 10 | 1  | 1  | 8  | 6  | 26 | -20 |

| L\V                          | Bandera de Eslovenia | Bandera de Estonia | Bandera de Irlanda del Norte | Bandera de Islas Feroe | Bandera de Italia | Bandera de Serbia |
| Bandera de Eslovenia         |                      | 1:2                | 0:1                          | 5:1                    | 0:1               | 0:0               |
| Bandera de Estonia           | 0:1                  |                    | 4:1                          | 2:1                    | 1:2               | 1:1               |
| Bandera de Irlanda del Norte | 0:0                  | 1:2                |                              | 4:0                    | 0:0               | 5:0               |
| Bandera de Islas Feroe       | 0:2                  | 2:0                | 1:1                          |                        | 0:1               | 0:3               |
| Bandera de Italia            | 1:0                  | 3:0                | 3:0                          | 5:0                    |                   | 3:0               |
| Bandera de Serbia            | 1:1                  | 1:3                | 2:1                          | 3:1                    | 1:1               |                   |

### Partidos

#### Primera ronda
| Fecha                   | Lugar                              |                   |                              | Partido |                        |             | Posición |
| ----------------------- | ---------------------------------- | ----------------- | ---------------------------- | --- | ---------------------- | ----------- | -------- |
| 3 de septiembre de 2010 | A. Le Coq Arena, Tallin            | Estonia           | Bandera de Estonia           | 0:2 (0:1) (enlace roto disponible en Internet Archive; véase el historial, la primera versión y la última). | Bandera de Italia      | Italia      | 1.º      |
| 7 de septiembre de 2010 | Estadio Artemio Franchi, Florencia | Italia            | Bandera de Italia            | 5:0 (3:0)                                                                                                   | Bandera de Islas Feroe | Islas Feroe | 1.º      |
| 8 de octubre de 2010    | Windsor Park, Belfast              | Irlanda del Norte | Bandera de Irlanda del Norte | 0:1 (0:1)                                                                                                   | Bandera de Italia      | Italia      | 1.º      |
| 12 de octubre de 2010   | Estadio Luigi Ferraris, Génova     | Italia            | Bandera de Italia            | 3:0 | Bandera de Serbia      | Serbia      | 1.º      |
| 25 de marzo de 2011     | Stadion Ljudski vrt, Maribor       | Eslovenia         | Bandera de Eslovenia         | 0:1 (0:1)                                                                                                   | Bandera de Italia      | Italia      | 1.º      |

#### Segunda ronda
| Fecha                   | Lugar                           |             |                        | Partido   |                              |                   | Posición |
| ----------------------- | ------------------------------- | ----------- | ---------------------- | --------- | ---------------------------- | ----------------- | -------- |
| 3 de junio de 2011      | Estadio Alberto Braglia, Modena | Italia      | Bandera de Italia      | 3:0 (2:0) | Bandera de Estonia           | Estonia           | 1.º      |
| 2 de septiembre de 2011 | Tórsvøllur, Tórshavn            | Islas Feroe | Bandera de Islas Feroe | 0:1 (0:1) | Bandera de Italia            | Italia            | 1.º      |
| 6 de septiembre de 2011 | Estadio San Nicola, Bari        | Italia      | Bandera de Italia      | 1:0 (0:0) | Bandera de Eslovenia         | Eslovenia         | 1.º      |
| 7 de octubre de 2011    | Stadion Crvena Zvezda, Belgrado | Serbia      | Bandera de Serbia      | 1:1 (1:1) | Bandera de Italia            | Italia            | 1.º      |
| 11 de octubre de 2011   | Estadio Friuli, Udine           | Italia      | Bandera de Italia      | 3:0 (1:0) | Bandera de Irlanda del Norte | Irlanda del Norte | 1.º      |

### Goleadores
| Jugador            | Goles | PJ |
| ------------------ | ----- | -- |
| Antonio Cassano    | 6     | 10 |
| Giampaolo Pazzini  | 2     | 2  |
| Alberto Gilardino  | 1     | 1  |
| Fabio Quagliarella | 1     | 2  |
| Thiago Motta       | 1     | 3  |
| Claudio Marchisio  | 1     | 6  |
| Giuseppe Rossi     | 1     | 7  |
| Leonardo Bonucci   | 1     | 6  |
| Daniele De Rossi   | 1     | 7  |
| Andrea Pirlo       | 1     | 9  |

## Preparación
Italia disputó cuatro partidos amistosos con vistas a su participación en la Eurocopa, de los cuales ganó uno, contra Polonia, y perdió tres, contra Uruguay, Estados Unidos y Rusia. Estaba previsto un quinto encuentro ante Luxemburgo pero este se vio suspendido por respeto a la gente afectada por el terremoto sufrido la mañana del día del partido en la región de Emilia, donde se iba a disputarse. La ciudad italiana de Florencia, más específicamente en Coverciano, fue el lugar de concentración en donde el plantel italiano cerró la etapa de preparación previa al torneo.
Allí permaneció entre el 16 de mayo y el 1 de junio para luego emprender el viaje con destino a Cracovia, que está situada al sur de Polonia, y fue elegida como sede base de hospedaje durante la fase de grupos de la competición.
Cabe señalar la baja obligada de Domenico Criscito quien había sido convocado para disputar cinco partidos de la fase eliminatoria y cinco amistosos disputados durante el transcurso de esta fase, siendo titular en cuatro ocasiones e ingresando desde el banco en dos encuentros. El defensa del Zenit de San Petersburgo de Rusia fue excluido de la plantilla por estar supuestamente involucrado en amaños de partidos.

### Amistosos
| Fecha                   | Lugar               |         |                    | Resultado |                           |                |
| ----------------------- | ------------------- | ------- | ------------------ | --------- | ------------------------- | -------------- |
| 11 de noviembre de 2011 | Breslavia (Polonia) | Polonia | Bandera de Polonia | 0:2 (0:1) | Bandera de Italia         | Italia         |
| 15 de noviembre de 2011 | Roma (Italia)       | Italia  | Bandera de Italia  | 0:1 (0:1) | Bandera de Uruguay        | Uruguay        |
| 29 de febrero de 2012   | Génova (Italia)     | Italia  | Bandera de Italia  | 0:1 (0:0) | Bandera de Estados Unidos | Estados Unidos |
| 1 de junio de 2012      | Zúrich (Suiza)      | Italia  | Bandera de Italia  | 0:3(0:0)  | Bandera de Rusia          | Rusia          |
| 29 de mayo de 2012      | Parma (Italia)      | Italia  | Bandera de Italia  | -         | Bandera de Luxemburgo     | Luxemburgo     |

## Torneo

### Convocatoria
La lista definitiva de los 23 jugadores convocados para la Eurocopa fue facilitada por Cesare Prandelli el 28 de mayo de 2012.
Datos correspondientes a la situación previa al inicio del torneo.
| #  | Nombre               | Posición       | Edad | PJ Sel | Club              | Región    |
| -- | -------------------- | -------------- | ---- | ------ | ----------------- | --------- |
| 1  | Gianluigi Buffon     | Portero        | 34   | 114    | Juventus F. C.    | Toscana   |
| 2  | Christian Maggio     | Defensa        | 30   | 16     | S. S. C. Napoli   | Véneto    |
| 3  | Giorgio Chiellini    | Defensa        | 27   | 50     | Juventus F. C.    | Toscana   |
| 4  | Angelo Ogbonna       | Defensa        | 24   | 3      | Torino F. C.      | Lacio     |
| 5  | Thiago Motta         | Centrocampista | 29   | 8      | Paris SG          | [ n. 4 ]  |
| 6  | Federico Balzaretti  | Defensa        | 30   | 8      | U.S. Palermo      | Piamonte  |
| 7  | Ignazio Abate        | Defensa        | 25   | 2      | A.C. Milan        | Campania  |
| 8  | Claudio Marchisio    | Centrocampista | 26   | 20     | Juventus F. C.    | Piamonte  |
| 9  | Mario Balotelli      | Delantero      | 21   | 8      | Manchester City   | Sicilia   |
| 10 | Antonio Cassano      | Delantero      | 29   | 30     | A.C. Milan        | Apulia    |
| 11 | Antonio Di Natale    | Delantero      | 34   | 37     | Udinese Calcio    | Campania  |
| 12 | Salvatore Sirigu     | Portero        | 25   | 2      | Paris SG          | Cereña    |
| 13 | Emanuele Giaccherini | Centrocampista | 27   | 0      | Juventus F. C.    | Toscana   |
| 14 | Morgan De Sanctis    | Portero        | 35   | 5      | S. S. C. Napoli   | Abruzos   |
| 15 | Andrea Barzagli      | Defensa        | 31   | 29     | Juventus F. C.    | Toscana   |
| 16 | Daniele De Rossi     | Centrocampista | 28   | 72     | A.S. Roma         | Lacio     |
| 17 | Fabio Borini         | Delantero      | 21   | 1      | A.S. Roma         |           |
| 18 | Riccardo Montolivo   | Centrocampista | 27   | 33     | A.C.F. Fiorentina | Lombardía |
| 19 | Leonardo Bonucci     | Defensa        | 25   | 14     | Juventus F. C.    | Lacio     |
| 20 | Sebastian Giovinco   | Centrocampista | 25   | 8      | Parma F.C.        | Toscana   |
| 21 | Andrea Pirlo         | Centrocampista | 33   | 83     | Juventus F. C.    | Lombardía |
| 22 | Alessandro Diamanti  | Delantero      | 29   | 1      | Bologna F. C.     | Toscana   |
| 23 | Antonio Nocerino     | Centrocampista | 27   | 11     | A.C. Milan        | Campania  |
| DT | Cesare Prandelli     | Entrenador     | 54   | 10     |                   | Lombardía |

### Primera fase

#### Grupo C
El sorteo puso a Italia en el Grupo C, un grupo complicado aunque a primera vista accesible para los italianos porque allí estaban incluidas las selecciones de España, vigente campeón de la Eurocopa y de la Copa Mundial de Fútbol, Irlanda y Croacia, que habían clasificado a través de una repesca contra Estonia y Turquía respectivamente, pero contaban con jugadores de gran potencial, especialmente el seleccionado croata.
En el debut, el seleccionado italiano debió enfrentarse con España en el PGE Arena de la ciudad de Gdańsk. El partido fue reñido entre ambas selecciones que no se pudieron sacar muchas diferencias, y tras irse al descanso en el entretiempo con un cero en el marcador, terminaron con un empate a uno gracias a los goles de Di Natale a los sesenta y un minutos, tras una asistencia de Pirlo y el empate para España tres minutos más tarde por intermedio de Fàbregas tras un pase de Silva. El mejor jugador del encuentro fue Andrés Iniesta, quien recibió el premio Jugador Carlsberg del partido.
| 1     | POR   | Iker Casillas      |     |
| 17    | DEF   | Álvaro Arbeloa     |     |
| 3     | DEF   | Gerard Piqué       |     |
| 15    | DEF   | Sergio Ramos       |     |
| 18    | DEF   | Jordi Alba         |     |
| 8     | MED   | Xavi Hernández     |     |
| 16    | MED   | Sergio Busquets    |     |
| 14    | MED   | Xabi Alonso        |     |
| 21    | DEL   | David Silva        | 64' |
| 10    | DEL   | Cesc Fàbregas      | 74' |
| 6     | DEL   | Andrés Iniesta     |     |
| D. T. | D. T. | Vicente del Bosque |     |

| 1     | POR   | Gianluigi Buffon     |     |
| 3     | DEF   | Giorgio Chiellini    |     |
| 16    | MED   | Daniele De Rossi     |     |
| 19    | DEF   | Leonardo Bonucci     |     |
| 13    | MED   | Emanuele Giaccherini |     |
| 8     | MED   | Claudio Marchisio    |     |
| 21    | MED   | Andrea Pirlo         |     |
| 5     | MED   | Thiago Motta         | 90' |
| 2     | MED   | Christian Maggio     |     |
| 10    | DEL   | Antonio Cassano      | 65' |
| 9     | DEL   | Mario Balotelli      | 56' |
| D. T. | D. T. | Cesare Prandelli     |     |

| 22 | DEL | Jesús Navas     | 65' |
| 9  | DEL | Fernando Torres | 74' |

| 11 | DEL | Antonio Di Natale  | 56' |
| 20 | DEL | Sebastian Giovinco | 65' |
| 5  | MED | Antonio Nocerino   | 90' |

| Anotado | 64' | Cesc Fàbregas |  |

| Anotado | 61' | Antonio Di Natale |  |

| Amonestado | 66' | Jordi Alba      |  |
| Amonestado | 84' | Álvaro Arbeloa  |  |
| Amonestado | 84' | Fernando Torres |  |

| Amonestado | 37' | Mario Balotelli   |  |
| Amonestado | 66' | Leonardo Bonucci  |  |
| Amonestado | 79' | Giorgio Chiellini |  |
| Amonestado | 89' | Christian Maggio  |  |

| Árbitro             | Viktor Kassai  |
| Árbitros asistentes | Gabor Erös     |
| Árbitros asistentes | György Ring    |
| Cuarto árbitro      | William Collum |

| 1     | POR   | Iker Casillas      |     |
| 17    | DEF   | Álvaro Arbeloa     |     |
| 3     | DEF   | Gerard Piqué       |     |
| 15    | DEF   | Sergio Ramos       |     |
| 18    | DEF   | Jordi Alba         |     |
| 8     | MED   | Xavi Hernández     |     |
| 16    | MED   | Sergio Busquets    |     |
| 14    | MED   | Xabi Alonso        |     |
| 21    | DEL   | David Silva        | 64' |
| 10    | DEL   | Cesc Fàbregas      | 74' |
| 6     | DEL   | Andrés Iniesta     |     |
| D. T. | D. T. | Vicente del Bosque |     |

| 1     | POR   | Gianluigi Buffon     |     |
| 3     | DEF   | Giorgio Chiellini    |     |
| 16    | MED   | Daniele De Rossi     |     |
| 19    | DEF   | Leonardo Bonucci     |     |
| 13    | MED   | Emanuele Giaccherini |     |
| 8     | MED   | Claudio Marchisio    |     |
| 21    | MED   | Andrea Pirlo         |     |
| 5     | MED   | Thiago Motta         | 90' |
| 2     | MED   | Christian Maggio     |     |
| 10    | DEL   | Antonio Cassano      | 65' |
| 9     | DEL   | Mario Balotelli      | 56' |
| D. T. | D. T. | Cesare Prandelli     |     |

| 22 | DEL | Jesús Navas     | 65' |
| 9  | DEL | Fernando Torres | 74' |

| 11 | DEL | Antonio Di Natale  | 56' |
| 20 | DEL | Sebastian Giovinco | 65' |
| 5  | MED | Antonio Nocerino   | 90' |

| Anotado | 64' | Cesc Fàbregas |  |

| Anotado | 61' | Antonio Di Natale |  |

| Amonestado | 66' | Jordi Alba      |  |
| Amonestado | 84' | Álvaro Arbeloa  |  |
| Amonestado | 84' | Fernando Torres |  |

| Amonestado | 37' | Mario Balotelli   |  |
| Amonestado | 66' | Leonardo Bonucci  |  |
| Amonestado | 79' | Giorgio Chiellini |  |
| Amonestado | 89' | Christian Maggio  |  |

| Árbitro             | Viktor Kassai  |
| Árbitros asistentes | Gabor Erös     |
| Árbitros asistentes | György Ring    |
| Cuarto árbitro      | William Collum |

| \| Estadísticas \| \| \| \| ----------------- \| --- \| --- \| \| Tiros \| 18 \| 10 \| \| Tiros a puerta \| 9 \| 6 \| \| Faltas \| 12 \| 19 \| \| Saques de esquina \| 7 \| 2 \| \| Penaltis \| 0 \| 0 \| \| Fueras de juego \| 2 \| 3 \| \| Posesión de balón \| 60% \| 40% \| | Alineación inicial |                   |
| Estadísticas | Bandera de España  | Bandera de Italia |
| Tiros | 18                 | 10                |
| Tiros a puerta | 9                  | 6                 |
| Faltas | 12                 | 19                |
| Saques de esquina | 7                  | 2                 |
| Penaltis | 0                  | 0                 |
| Fueras de juego | 2                  | 3                 |
| Posesión de balón | 60%                | 40%               |

Tras el empate en el debut, el equipo se enfrentó a Croacia, que llegaba con el impulso de haber ganado en su debut ante Irlanda por 3 a 1, con dos goles de Mandžukić. Se esperaba que el partido, que se disputó en el Estadio Municipal de Poznań de la ciudad de Poznań, no supusiera mucha dificultad para los italianos que comenzaron el partido enfocados en ganar el partido y los croatas se relegaron e intentaron sorprender con algunos disparos aislados con los que buscaron romper sin mucho éxito la monotonía italiana. A los 39 minutos Andrea Pirlo patea con gran precisión un lanzamiento de falta que entra por el costado izquierdo del arco defendido por Stipe Pletikosa y los equipos se fueron al descanso con Italia arriba por 1 en el marcador. Al comienzo del segundo tiempo se vio a una Croacia mucho más arriesgada y decidida a buscar el empate. Italia se replegó para contener los ataques croatas y llegando a concretar alguna situaciones de contraataque, pero al minuto 72 luego de un centro de Ivan Strinić y un fallo de la marca de parte de Giorgio Chiellini le permitieron al hasta ese momento inofensivo Mandžukić empatar el partido. En esta ocasión, Andrea Pirlo fue elegido como el mejor jugador del encuentro.
| 1     | POR   | Gianluigi Buffon     |     |
| 3     | DEF   | Giorgio Chiellini    |     |
| 16    | DEF   | Daniele De Rossi     |     |
| 19    | DEF   | Leonardo Bonucci     |     |
| 13    | MED   | Emanuele Giaccherini |     |
| 8     | MED   | Claudio Marchisio    |     |
| 21    | MED   | Andrea Pirlo         |     |
| 5     | MED   | Thiago Motta         | 63' |
| 2     | MED   | Christian Maggio     |     |
| 10    | DEL   | Antonio Cassano      | 83' |
| 9     | DEL   | Mario Balotelli      | 70' |
| D. T. | D. T. | Cesare Prandelli     |     |

| 1     | POR   | Stipe Pletikosa     |         |
| 11    | DEF   | Darijo Srna         | Capitán |
| 5     | DEF   | Vedran Ćorluka      |         |
| 19    | DEF   | Gordon Schildenfeld |         |
| 2     | DEF   | Ivan Strinić        |         |
| 7     | MED   | Ivan Rakitić        |         |
| 8     | MED   | Ognjen Vukojević    |         |
| 10    | MED   | Luka Modrić         |         |
| 20    | MED   | Ivan Perišić        | 68'     |
| 9     | DEL   | Nikica Jelavić      | 83'     |
| 17    | DEL   | Mario Mandžukić     | 94'     |
| D. T. | D. T. | Slaven Bilić        |         |

| 17 | DEF | Riccardo Montolivo | 63' |
| 11 | DEL | Antonio Di Natale  | 70' |
| 20 | DEL | Sebastian Giovinco | 83' |

| 6  | MED | Danijel Pranjić | 68' |
| 22 | DEL | Eduardo         | 83' |
| 19 | MED | Niko Kranjčar   | 94' |

| Anotado | 39' | Andrea Pirlo |  |

| Anotado | 72' | Mario Mandžukić |  |

| Amonestado | 57' | Thiago Motta       |  |
| Amonestado | 80' | Riccardo Montolivo |  |

| Amonestado | 86' | Gordon Schildenfeld |  |

| Árbitro             | Howard Webb       |
| Árbitros asistentes | Michael Mullarkey |
| Árbitros asistentes | Peter Kirkup      |
| Cuarto árbitro      | Pavel Královec    |

| 1     | POR   | Gianluigi Buffon     |     |
| 3     | DEF   | Giorgio Chiellini    |     |
| 16    | DEF   | Daniele De Rossi     |     |
| 19    | DEF   | Leonardo Bonucci     |     |
| 13    | MED   | Emanuele Giaccherini |     |
| 8     | MED   | Claudio Marchisio    |     |
| 21    | MED   | Andrea Pirlo         |     |
| 5     | MED   | Thiago Motta         | 63' |
| 2     | MED   | Christian Maggio     |     |
| 10    | DEL   | Antonio Cassano      | 83' |
| 9     | DEL   | Mario Balotelli      | 70' |
| D. T. | D. T. | Cesare Prandelli     |     |

| 1     | POR   | Stipe Pletikosa     |         |
| 11    | DEF   | Darijo Srna         | Capitán |
| 5     | DEF   | Vedran Ćorluka      |         |
| 19    | DEF   | Gordon Schildenfeld |         |
| 2     | DEF   | Ivan Strinić        |         |
| 7     | MED   | Ivan Rakitić        |         |
| 8     | MED   | Ognjen Vukojević    |         |
| 10    | MED   | Luka Modrić         |         |
| 20    | MED   | Ivan Perišić        | 68'     |
| 9     | DEL   | Nikica Jelavić      | 83'     |
| 17    | DEL   | Mario Mandžukić     | 94'     |
| D. T. | D. T. | Slaven Bilić        |         |

| 17 | DEF | Riccardo Montolivo | 63' |
| 11 | DEL | Antonio Di Natale  | 70' |
| 20 | DEL | Sebastian Giovinco | 83' |

| 6  | MED | Danijel Pranjić | 68' |
| 22 | DEL | Eduardo         | 83' |
| 19 | MED | Niko Kranjčar   | 94' |

| Anotado | 39' | Andrea Pirlo |  |

| Anotado | 72' | Mario Mandžukić |  |

| Amonestado | 57' | Thiago Motta       |  |
| Amonestado | 80' | Riccardo Montolivo |  |

| Amonestado | 86' | Gordon Schildenfeld |  |

| Árbitro             | Howard Webb       |
| Árbitros asistentes | Michael Mullarkey |
| Árbitros asistentes | Peter Kirkup      |
| Cuarto árbitro      | Pavel Královec    |

| \| Estadísticas \| \| \| \| ----------------- \| --- \| --- \| \| Tiros \| 15 \| 10 \| \| Tiros a puerta \| 7 \| 8 \| \| Faltas \| 15 \| 22 \| \| Saques de esquina \| 6 \| 3 \| \| Penaltis \| 0 \| 0 \| \| Fueras de juego \| 3 \| 1 \| \| Posesión de balón \| 52% \| 48% \| | Alineación inicial |                    |
| Estadísticas | Bandera de Italia  | Bandera de Croacia |
| Tiros | 15                 | 10                 |
| Tiros a puerta | 7                  | 8                  |
| Faltas | 15                 | 22                 |
| Saques de esquina | 6                  | 3                  |
| Penaltis | 0                  | 0                  |
| Fueras de juego | 3                  | 1                  |
| Posesión de balón | 52%                | 48%                |

Italia llega al tercer y último encuentro de la fase de grupos ante Irlanda, a disputarse en Poznań, con claras chances de clasificar aunque sin depender de sí mismo. Los irlandeses ya estaban eliminados pero aun así salieron dispuestos a ganar en el partido número 100 de Damien Duff que fue capitán de su equipo ya que Robbie Keane le cedió su brazalete para este partido. Intentaron sorprender a los italianos sin mucho éxito. Y a partir de los treinta minutos del primer tiempo los dirigidos por Prandelli comenzaron a dominar las acciones de la mano de Pirlo, y a los treinta y cinco minutos el jugador de la Juventus pateó un tiro de esquina que se cerró hacia el primer palo y fue cabeceado por Antonio Cassano y significó el adelantamiento en el marcador de los azzurri que terminaron el primer tiempo dominando en el marcador y en el partido. Ya en el segundo tiempo Irlanda no tuvo muchas ocasiones y a los noventa minutos Balotelli sentenció el partido con un cabezazo tras un tiro de esquina de Alessandro Diamanti, el jugador del partido en este caso fue Antonio Cassano.
Todo esto de por sí solo no le alcanzaba a Italia que necesitaba una ayuda de España para que Croacia no sumara puntos y esa noticia llegó finalmente para la felicidad de los italianos ya que los ibéricos derrotaron a los croatas por 1 a 0 y le permitieron a los italianos, clasificar a cuartos en la segunda plaza del grupo.
| 1     | POR   | Gianluigi Buffon    |     |
| 7     | DEF   | Ignazio Abate       |     |
| 15    | DEF   | Andrea Barzagli     |     |
| 3     | DEF   | Giorgio Chiellini   | 57' |
| 6     | DEF   | Federico Balzaretti |     |
| 21    | MED   | Andrea Pirlo        |     |
| 8     | MED   | Claudio Marchisio   |     |
| 5     | MED   | Thiago Motta        |     |
| 16    | MED   | Daniele De Rossi    |     |
| 11    | DEL   | Antonio Di Natale   | 74' |
| 10    | DEL   | Antonio Cassano     | 63' |
| D. T. | D. T. | Cesare Prandelli    |     |

| 1     | POR   | Shay Given          |     |
| 3     | DEF   | Stephen Ward        |     |
| 2     | DEF   | Sean St Ledger      |     |
| 5     | DEF   | Richard Dunne       |     |
| 4     | DEF   | John O'Shea         |     |
| 11    | MED   | Damien Duff         |     |
| 8     | MED   | Keith Andrews       |     |
| 6     | MED   | Glenn Whelan        |     |
| 7     | MED   | Aiden McGeady       | 65' |
| 9     | DEL   | Kevin Doyle         | 76' |
| 10    | DEL   | Robbie Keane        | 86' |
| D. T. | D. T. | Giovanni Trapattoni |     |

| 19 | DEF | Leonardo Bonucci    | 57' |
| 22 | MED | Alessandro Diamanti | 63' |
| 9  | DEL | Mario Balotelli     | 74' |

| 19 | DEL | Shane Long       | 65' |
| 14 | DEL | Jonathan Walters | 76' |
| 20 | DEL | Simon Cox        | 86' |

| Anotado | 35' | Antonio Cassano |  |
| Anotado | 90' | Mario Balotelli |  |

| Amonestado | 28' | Federico Balzaretti |  |
| Amonestado | 71' | Daniele De Rossi    |  |
| Amonestado | 73' | Gianluigi Buffon    |  |

| Amonestado | 37' | Keith Andrews  |  |
| Amonestado | 39' | John O'Shea    |  |
| Amonestado | 84' | Sean St Ledger |  |

| Otorgado · Otorgado otra vez · Expulsado | 37' 89' | Keith Andrews |

| Árbitro             | Cüneyt Çakır    |
| Árbitros asistentes | Bahattin Duran  |
| Árbitros asistentes | Tarik Ongun     |
| Cuarto árbitro      | Viktor Shvetsov |

| 1     | POR   | Gianluigi Buffon    |     |
| 7     | DEF   | Ignazio Abate       |     |
| 15    | DEF   | Andrea Barzagli     |     |
| 3     | DEF   | Giorgio Chiellini   | 57' |
| 6     | DEF   | Federico Balzaretti |     |
| 21    | MED   | Andrea Pirlo        |     |
| 8     | MED   | Claudio Marchisio   |     |
| 5     | MED   | Thiago Motta        |     |
| 16    | MED   | Daniele De Rossi    |     |
| 11    | DEL   | Antonio Di Natale   | 74' |
| 10    | DEL   | Antonio Cassano     | 63' |
| D. T. | D. T. | Cesare Prandelli    |     |

| 1     | POR   | Shay Given          |     |
| 3     | DEF   | Stephen Ward        |     |
| 2     | DEF   | Sean St Ledger      |     |
| 5     | DEF   | Richard Dunne       |     |
| 4     | DEF   | John O'Shea         |     |
| 11    | MED   | Damien Duff         |     |
| 8     | MED   | Keith Andrews       |     |
| 6     | MED   | Glenn Whelan        |     |
| 7     | MED   | Aiden McGeady       | 65' |
| 9     | DEL   | Kevin Doyle         | 76' |
| 10    | DEL   | Robbie Keane        | 86' |
| D. T. | D. T. | Giovanni Trapattoni |     |

| 19 | DEF | Leonardo Bonucci    | 57' |
| 22 | MED | Alessandro Diamanti | 63' |
| 9  | DEL | Mario Balotelli     | 74' |

| 19 | DEL | Shane Long       | 65' |
| 14 | DEL | Jonathan Walters | 76' |
| 20 | DEL | Simon Cox        | 86' |

| Anotado | 35' | Antonio Cassano |  |
| Anotado | 90' | Mario Balotelli |  |

| Amonestado | 28' | Federico Balzaretti |  |
| Amonestado | 71' | Daniele De Rossi    |  |
| Amonestado | 73' | Gianluigi Buffon    |  |

| Amonestado | 37' | Keith Andrews  |  |
| Amonestado | 39' | John O'Shea    |  |
| Amonestado | 84' | Sean St Ledger |  |

| Otorgado · Otorgado otra vez · Expulsado | 37' 89' | Keith Andrews |

| Árbitro             | Cüneyt Çakır    |
| Árbitros asistentes | Bahattin Duran  |
| Árbitros asistentes | Tarik Ongun     |
| Cuarto árbitro      | Viktor Shvetsov |

| \| Estadísticas \| \| \| \| ----------------- \| --- \| --- \| \| Tiros \| 27 \| 6 \| \| Tiros a puerta \| 17 \| 2 \| \| Faltas \| 15 \| 23 \| \| Saques de esquina \| 12 \| 5 \| \| Penaltis \| 0 \| 0 \| \| Fueras de juego \| 3 \| 7 \| \| Posesión de balón \| 60% \| 40% \| | Alineación inicial |                    |
| Estadísticas | Bandera de Italia  | Bandera de Irlanda |
| Tiros | 27                 | 6                  |
| Tiros a puerta | 17                 | 2                  |
| Faltas | 15                 | 23                 |
| Saques de esquina | 12                 | 5                  |
| Penaltis | 0                  | 0                  |
| Fueras de juego | 3                  | 7                  |
| Posesión de balón | 60%                | 40%                |

| Equipo  | Pts | PJ | PG | PE | PP | GF | GC | Dif |
| ------- | --- | -- | -- | -- | -- | -- | -- | --- |
| España  | 7   | 3  | 2  | 1  | 0  | 6  | 1  | 4   |
| Italia  | 5   | 3  | 1  | 2  | 0  | 4  | 2  | 2   |
| Croacia | 4   | 3  | 1  | 1  | 1  | 4  | 3  | 1   |
| Irlanda | 0   | 3  | 0  | 0  | 3  | 1  | 9  | -8  |

### Cuartos de final
| 1     | POR   | Joe Hart       |     |
| 2     | DEF   | Glen Johnson   |     |
| 6     | DEF   | John Terry     |     |
| 15    | DEF   | Joleon Lescott |     |
| 3     | DEF   | Ashley Cole    |     |
| 16    | MED   | James Milner   | 61' |
| 4     | MED   | Steven Gerrard |     |
| 17    | MED   | Scott Parker   | 94' |
| 11    | DEL   | Ashley Young   |     |
| 10    | DEL   | Wayne Rooney   |     |
| 22    | DEL   | Danny Welbeck  | 60' |
| D. T. | D. T. | Roy Hodgson    |     |

| 1     | POR   | Gianluigi Buffon    |     |
| 7     | DEF   | Ignazio Abate       | 91' |
| 15    | DEF   | Andrea Barzagli     |     |
| 19    | DEF   | Leonardo Bonucci    |     |
| 6     | DEF   | Federico Balzaretti |     |
| 21    | MED   | Andrea Pirlo        |     |
| 8     | MED   | Claudio Marchisio   |     |
| 18    | MED   | Riccardo Montolivo  |     |
| 16    | MED   | Daniele De Rossi    | 80' |
| 9     | DEL   | Mario Balotelli     |     |
| 10    | DEL   | Antonio Cassano     | 78' |
| D. T. | D. T. | Cesare Prandelli    |     |

| 9 | DEL | Andy Carroll     | 60' |
| 7 | DEL | Theo Walcott     | 61' |
| 8 | MED | Jordan Henderson | 94' |

| 22 | DEL | Alessandro Diamanti | 78' |
| 23 | MED | Antonio Nocerino    | 80' |
| 2  | DEF | Christian Maggio    | 91' |

|                |                         |     |                         |                     |
|                |                         | 0:1 | Acierto de penal        | Mario Balotelli     |
| Steven Gerrard | Acierto de penal        | 1:1 |                         |                     |
|                |                         | 1:1 | Fallo de penal (Parado) | Riccardo Montolivo  |
| Wayne Rooney   | Acierto de penal        | 2:1 |                         |                     |
|                |                         | 2:2 | Acierto de penal        | Andrea Pirlo        |
| Ashley Young   | Fallo de penal (Parado) | 2:2 |                         |                     |
|                |                         | 2:3 | Acierto de penal        | Antonio Nocerino    |
| Ashley Cole    | Fallo de penal          | 2:3 |                         |                     |
|                |                         | 2:4 | Acierto de penal        | Alessandro Diamanti |

| Amonestado | 82' | Andrea Barzagli  |  |
| Amonestado | 93' | Christian Maggio |  |

| Árbitro             | Pedro Proença   |
| Árbitros asistentes | Bertino Miranda |
| Árbitros asistentes | Ricardo Santos  |
| Cuarto árbitro      | Cüneyt Çakır    |

| 1     | POR   | Joe Hart       |     |
| 2     | DEF   | Glen Johnson   |     |
| 6     | DEF   | John Terry     |     |
| 15    | DEF   | Joleon Lescott |     |
| 3     | DEF   | Ashley Cole    |     |
| 16    | MED   | James Milner   | 61' |
| 4     | MED   | Steven Gerrard |     |
| 17    | MED   | Scott Parker   | 94' |
| 11    | DEL   | Ashley Young   |     |
| 10    | DEL   | Wayne Rooney   |     |
| 22    | DEL   | Danny Welbeck  | 60' |
| D. T. | D. T. | Roy Hodgson    |     |

| 1     | POR   | Gianluigi Buffon    |     |
| 7     | DEF   | Ignazio Abate       | 91' |
| 15    | DEF   | Andrea Barzagli     |     |
| 19    | DEF   | Leonardo Bonucci    |     |
| 6     | DEF   | Federico Balzaretti |     |
| 21    | MED   | Andrea Pirlo        |     |
| 8     | MED   | Claudio Marchisio   |     |
| 18    | MED   | Riccardo Montolivo  |     |
| 16    | MED   | Daniele De Rossi    | 80' |
| 9     | DEL   | Mario Balotelli     |     |
| 10    | DEL   | Antonio Cassano     | 78' |
| D. T. | D. T. | Cesare Prandelli    |     |

| 9 | DEL | Andy Carroll     | 60' |
| 7 | DEL | Theo Walcott     | 61' |
| 8 | MED | Jordan Henderson | 94' |

| 22 | DEL | Alessandro Diamanti | 78' |
| 23 | MED | Antonio Nocerino    | 80' |
| 2  | DEF | Christian Maggio    | 91' |

|                |                         |     |                         |                     |
|                |                         | 0:1 | Acierto de penal        | Mario Balotelli     |
| Steven Gerrard | Acierto de penal        | 1:1 |                         |                     |
|                |                         | 1:1 | Fallo de penal (Parado) | Riccardo Montolivo  |
| Wayne Rooney   | Acierto de penal        | 2:1 |                         |                     |
|                |                         | 2:2 | Acierto de penal        | Andrea Pirlo        |
| Ashley Young   | Fallo de penal (Parado) | 2:2 |                         |                     |
|                |                         | 2:3 | Acierto de penal        | Antonio Nocerino    |
| Ashley Cole    | Fallo de penal          | 2:3 |                         |                     |
|                |                         | 2:4 | Acierto de penal        | Alessandro Diamanti |

| Amonestado | 82' | Andrea Barzagli  |  |
| Amonestado | 93' | Christian Maggio |  |

| Árbitro             | Pedro Proença   |
| Árbitros asistentes | Bertino Miranda |
| Árbitros asistentes | Ricardo Santos  |
| Cuarto árbitro      | Cüneyt Çakır    |

| \| Estadísticas \| \| \| \| ----------------- \| --- \| --- \| \| Tiros \| 9 \| 35 \| \| Tiros a puerta \| 4 \| 20 \| \| Faltas \| 15 \| 11 \| \| Saques de esquina \| 3 \| 7 \| \| Penaltis \| 0 \| 0 \| \| Fueras de juego \| 1 \| 2 \| \| Posesión de balón \| 36% \| 64% \| | Alineación inicial    |                   |
| Estadísticas | Bandera de Inglaterra | Bandera de Italia |
| Tiros | 9                     | 35                |
| Tiros a puerta | 4                     | 20                |
| Faltas | 15                    | 11                |
| Saques de esquina | 3                     | 7                 |
| Penaltis | 0                     | 0                 |
| Fueras de juego | 1                     | 2                 |
| Posesión de balón | 36%                   | 64%               |

### Semifinales
| 1     | POR   | Manuel Neuer           |     |
| 20    | DEF   | Jérôme Boateng         | 71' |
| 5     | DEF   | Mats Hummels           |     |
| 14    | DEF   | Holger Badstuber       |     |
| 16    | DEF   | Philipp Lahm           |     |
| 7     | MED   | Bastian Schweinsteiger |     |
| 6     | MED   | Sami Khedira           |     |
| 18    | MED   | Toni Kroos             |     |
| 8     | MED   | Mesut Özil             |     |
| 10    | DEL   | Lukas Podolski         | 46' |
| 23    | DEL   | Mario Gómez            | 46' |
| D. T. | D. T. | Joachim Löw            |     |

| 1     | POR   | Gianluigi Buffon    |     |
| 6     | DEF   | Federico Balzaretti |     |
| 15    | DEF   | Andrea Barzagli     |     |
| 19    | DEF   | Leonardo Bonucci    |     |
| 3     | DEF   | Giorgio Chiellini   |     |
| 21    | MED   | Andrea Pirlo        |     |
| 8     | MED   | Claudio Marchisio   |     |
| 18    | MED   | Riccardo Montolivo  | 64' |
| 16    | MED   | Daniele De Rossi    |     |
| 9     | DEL   | Mario Balotelli     | 70' |
| 10    | DEL   | Antonio Cassano     | 58' |
| D. T. | D. T. | Cesare Prandelli    |     |

| 11 | DEL | Miroslav Klose | 46' |
| 21 | MED | Marco Reus     | 46' |
| 13 | MED | Thomas Müller  | 71' |

| 22 | DEL | Alessandro Diamanti | 58' |
| 5  | MED | Thiago Motta        | 64' |
| 11 | DEL | Antonio Di Natale   | 70' |

| Anotado | 90+2'(pen.) | Mesut Özil | width=10%\| |

| Anotado | 20' | Mario Balotelli |  |
| Anotado | 36' | Mario Balotelli |  |

| Amonestado | 45'   | Mesut Özil   |  |
| Amonestado | 90+4' | Mats Hummels |  |

| Amonestado | 37' | Mario Balotelli  |  |
| Amonestado | 61' | Leonardo Bonucci |  |
| Amonestado | 84' | Daniele De Rossi |  |
| Amonestado | 89' | Thiago Motta     |  |

| Árbitro             | Stéphane Lannoy  |
| Árbitros asistentes | Frédéric Cano    |
| Árbitros asistentes | Michael Annonier |
| Cuarto árbitro      | Howard Webb      |

| 1     | POR   | Manuel Neuer           |     |
| 20    | DEF   | Jérôme Boateng         | 71' |
| 5     | DEF   | Mats Hummels           |     |
| 14    | DEF   | Holger Badstuber       |     |
| 16    | DEF   | Philipp Lahm           |     |
| 7     | MED   | Bastian Schweinsteiger |     |
| 6     | MED   | Sami Khedira           |     |
| 18    | MED   | Toni Kroos             |     |
| 8     | MED   | Mesut Özil             |     |
| 10    | DEL   | Lukas Podolski         | 46' |
| 23    | DEL   | Mario Gómez            | 46' |
| D. T. | D. T. | Joachim Löw            |     |

| 1     | POR   | Gianluigi Buffon    |     |
| 6     | DEF   | Federico Balzaretti |     |
| 15    | DEF   | Andrea Barzagli     |     |
| 19    | DEF   | Leonardo Bonucci    |     |
| 3     | DEF   | Giorgio Chiellini   |     |
| 21    | MED   | Andrea Pirlo        |     |
| 8     | MED   | Claudio Marchisio   |     |
| 18    | MED   | Riccardo Montolivo  | 64' |
| 16    | MED   | Daniele De Rossi    |     |
| 9     | DEL   | Mario Balotelli     | 70' |
| 10    | DEL   | Antonio Cassano     | 58' |
| D. T. | D. T. | Cesare Prandelli    |     |

| 11 | DEL | Miroslav Klose | 46' |
| 21 | MED | Marco Reus     | 46' |
| 13 | MED | Thomas Müller  | 71' |

| 22 | DEL | Alessandro Diamanti | 58' |
| 5  | MED | Thiago Motta        | 64' |
| 11 | DEL | Antonio Di Natale   | 70' |

| Anotado | 90+2'(pen.) | Mesut Özil | width=10%\| |

| Anotado | 20' | Mario Balotelli |  |
| Anotado | 36' | Mario Balotelli |  |

| Amonestado | 45'   | Mesut Özil   |  |
| Amonestado | 90+4' | Mats Hummels |  |

| Amonestado | 37' | Mario Balotelli  |  |
| Amonestado | 61' | Leonardo Bonucci |  |
| Amonestado | 84' | Daniele De Rossi |  |
| Amonestado | 89' | Thiago Motta     |  |

| Árbitro             | Stéphane Lannoy  |
| Árbitros asistentes | Frédéric Cano    |
| Árbitros asistentes | Michael Annonier |
| Cuarto árbitro      | Howard Webb      |

| \| Estadísticas \| \| \| \| ----------------- \| --- \| --- \| \| Tiros \| 15 \| 10 \| \| Tiros a puerta \| 8 \| 5 \| \| Faltas \| 13 \| 19 \| \| Saques de esquina \| 14 \| 0 \| \| Penaltis \| 0 \| 0 \| \| Fueras de juego \| 0 \| 2 \| \| Posesión de balón \| 54% \| 46% \| | Alineación inicial  |                   |
| Estadísticas | Bandera de Alemania | Bandera de Italia |
| Tiros | 15                  | 10                |
| Tiros a puerta | 8                   | 5                 |
| Faltas | 13                  | 19                |
| Saques de esquina | 14                  | 0                 |
| Penaltis | 0                   | 0                 |
| Fueras de juego | 0                   | 2                 |
| Posesión de balón | 54%                 | 46%               |

### Final
| 1     | POR   | Iker Casillas      |     |
| 17    | DEF   | Álvaro Arbeloa     |     |
| 3     | DEF   | Gerard Piqué       |     |
| 15    | DEF   | Sergio Ramos       |     |
| 18    | DEF   | Jordi Alba         |     |
| 8     | MED   | Xavi Hernández     |     |
| 16    | MED   | Sergio Busquets    |     |
| 14    | MED   | Xabi Alonso        |     |
| 10    | DEL   | Cesc Fàbregas      | 75' |
| 21    | DEL   | David Silva        | 59' |
| 6     | DEL   | Andrés Iniesta     | 87' |
| D. T. | D. T. | Vicente del Bosque |     |

| 1     | POR   | Gianluigi Buffon   |     |
| 7     | DEF   | Ignazio Abate      |     |
| 15    | DEF   | Andrea Barzagli    |     |
| 19    | DEF   | Leonardo Bonucci   |     |
| 3     | DEF   | Giorgio Chiellini  | 21' |
| 21    | MED   | Andrea Pirlo       |     |
| 8     | MED   | Claudio Marchisio  |     |
| 18    | MED   | Riccardo Montolivo | 57' |
| 16    | MED   | Daniele De Rossi   |     |
| 9     | DEL   | Mario Balotelli    |     |
| 10    | DEL   | Antonio Cassano    | 46' |
| D. T. | D. T. | Cesare Prandelli   |     |

| 7  | DEL | Pedro Rodríguez | 59' |
| 9  | DEL | Fernando Torres | 75' |
| 13 | DEL | Juan Mata       | 87' |

| 6  | DEF | Federico Balzaretti | 21' |
| 11 | DEL | Antonio Di Natale   | 46' |
| 5  | MED | Thiago Motta        | 57' |

| Anotado | 14' | David Silva     |  |
| Anotado | 41' | Jordi Alba      |  |
| Anotado | 84' | Fernando Torres |  |
| Anotado | 88' | Juan Mata       |  |

| Amonestado | 25' | Gerard Piqué |  |

| Amonestado | 45' | Andrea Barzagli |  |

| Árbitro             | Pedro Proença   |
| Árbitros asistentes | Bertino Miranda |
| Árbitros asistentes | Ricardo Santos  |
| Cuarto árbitro      | Cüneyt Çakır    |

| 1     | POR   | Iker Casillas      |     |
| 17    | DEF   | Álvaro Arbeloa     |     |
| 3     | DEF   | Gerard Piqué       |     |
| 15    | DEF   | Sergio Ramos       |     |
| 18    | DEF   | Jordi Alba         |     |
| 8     | MED   | Xavi Hernández     |     |
| 16    | MED   | Sergio Busquets    |     |
| 14    | MED   | Xabi Alonso        |     |
| 10    | DEL   | Cesc Fàbregas      | 75' |
| 21    | DEL   | David Silva        | 59' |
| 6     | DEL   | Andrés Iniesta     | 87' |
| D. T. | D. T. | Vicente del Bosque |     |

| 1     | POR   | Gianluigi Buffon   |     |
| 7     | DEF   | Ignazio Abate      |     |
| 15    | DEF   | Andrea Barzagli    |     |
| 19    | DEF   | Leonardo Bonucci   |     |
| 3     | DEF   | Giorgio Chiellini  | 21' |
| 21    | MED   | Andrea Pirlo       |     |
| 8     | MED   | Claudio Marchisio  |     |
| 18    | MED   | Riccardo Montolivo | 57' |
| 16    | MED   | Daniele De Rossi   |     |
| 9     | DEL   | Mario Balotelli    |     |
| 10    | DEL   | Antonio Cassano    | 46' |
| D. T. | D. T. | Cesare Prandelli   |     |

| 7  | DEL | Pedro Rodríguez | 59' |
| 9  | DEL | Fernando Torres | 75' |
| 13 | DEL | Juan Mata       | 87' |

| 6  | DEF | Federico Balzaretti | 21' |
| 11 | DEL | Antonio Di Natale   | 46' |
| 5  | MED | Thiago Motta        | 57' |

| Anotado | 14' | David Silva     |  |
| Anotado | 41' | Jordi Alba      |  |
| Anotado | 84' | Fernando Torres |  |
| Anotado | 88' | Juan Mata       |  |

| Amonestado | 25' | Gerard Piqué |  |

| Amonestado | 45' | Andrea Barzagli |  |

| Árbitro             | Pedro Proença   |
| Árbitros asistentes | Bertino Miranda |
| Árbitros asistentes | Ricardo Santos  |
| Cuarto árbitro      | Cüneyt Çakır    |

| \| Estadísticas \| \| \| \| ----------------- \| --- \| --- \| \| Tiros \| 14 \| 11 \| \| Tiros a puerta \| 9 \| 6 \| \| Faltas \| 17 \| 10 \| \| Saques de esquina \| 3 \| 3 \| \| Penaltis \| 0 \| 0 \| \| Fueras de juego \| 3 \| 3 \| \| Posesión de balón \| 52% \| 48% \| | Alineación inicial |                   |
| Estadísticas | Bandera de España  | Bandera de Italia |
| Tiros | 14                 | 11                |
| Tiros a puerta | 9                  | 6                 |
| Faltas | 17                 | 10                |
| Saques de esquina | 3                  | 3                 |
| Penaltis | 0                  | 0                 |
| Fueras de juego | 3                  | 3                 |
| Posesión de balón | 52%                | 48%               |